# Мутро
Мутро́ (фр. Moutrot) — коммуна во французском департаменте Мёрт и Мозель региона Лотарингия. Относится к кантону Туль-Сюд.

## География
Мутро расположен в 65 км к югу от Меца и в 24 км к юго-западу от Нанси. Соседние коммуны: Бикеле на северо-востоке, Оше на юго-востоке, Крезий и Бюллиньи на юго-западе, Аллам на юго-западе, Блено-ле-Туль на западе, Мон-ле-Виньобль и Жи на северо-западе.

## История
- На территории коммуны находятся следы галло-романского периода, в частности, древнеримского тракта Лион — Трир.

## Демография
Население коммуны на 2010 год составляло 303 человека.
| 1962 | 1968 | 1975 | 1982 | 1990 | 1999 | 2010 |
| ---- | ---- | ---- | ---- | ---- | ---- | ---- |
| 124  | 131  | 125  | 146  | 167  | 246  | 303  |

## Достопримечательности
- Церковь XVIII века.
- Часовня Сен-Элоф XVIII века.